# Gothaer Waggonfabrik
Gothaer Waggonfabrik (Gotha, GWF) era un fabricante alemán de material rodante creado a finales del siglo XIX en Warnemünde. Durante las dos guerras mundiales, la empresa amplió sus actividades a la construcción de aeronaves.

## Historia

### 1883-1918
Las raíces de Gothaer Waggonfabrik se remontan a 1883 con el cerrajero y más tarde fabricante Fritz Bothmann. En 1892 se asocia al comerciante Louis Glück para formar Fritz Bothmann & Glück Maschinenfabrik & Carussellbau-Anstalt. Uno de los objetivos principales fueron los carruseles, posteriormente se dedicó a la fabricación de vagones de ferrocarril especialmente vagones de carga. Fue reconocido públicamente por la fabricación de tranvías, comenzando en 1898 hasta 1913 con 57 fabricados. En 1898 se instituyó como sociedad anónima bajo el nombre Gothaer Waggonfabrik antes Fritz Bothmann & Glück AG. Siete años más tarde, el fundador de la compañía se retiró en 1905. En 1910 llegó el cambio de nombre a Gothaer Waggonfabrik AG. Las instalaciones de la empresa contaron con un tamaño de 110.000 m² del Gothaer Ostbahnhof, trabajando unos 900 empleados.
Durante la Primera Guerra Mundial, Gotha fue el fabricante de una muy exitosa serie de bombarderos sobre la base de un diseño de 1914 de Oskar Ursinus. Desde 1917, estos aviones fueron capaces de llevar a cabo misiones de bombardeo estratégico sobre Inglaterra, siendo la primera vez que naves más pesadas que el aire fueron utilizadas en esta función. Varias decenas de estos bombarderos fueron construidos en varios subtipos - el Gotha G.I, G.II, G.III, G.IV y Gotha G.V. Esta última variante es la más prolífica, con treinta y seis en el escuadrón de servicio en un punto dado de la guerra.
Como Alemania tuvo prohibida la fabricación de aviones militares por el Tratado de Versalles, Gotha volvió a la industria del ferrocarril, pero regresó a la aviación con el ascenso de los nacionalsocialistas al poder y el abandono de las restricciones del tratado.

## Su producto estrella
La principal contribución de Gotha a la nueva Luftwaffe fue el entrenador Gotha Go 145, del cual se construyeron 1.182 ejemplares. La empresa también produjo el planeador de asalto Gotha Go 242. Quizás el producto más famoso de Gotha durante la II Guerra Mundial fue un avión que en realidad nunca entró en servicio, el Horten Ho 229. Este era un caza exótico a reacción, ala volante, diseñado por los hermanos Horten, que carecían de las instalaciones para producirlo masivamente. Dos prototipos volaron, el tercer prototipo casi se completó y varios más estaban en diversas etapas de fabricación antes del final de la guerra. 
Después de la guerra, Gotha, una vez más, volvió a su propósito original, la construcción de tranvías y trenes ligeros, además de vehículos en la antigua Alemania Oriental.

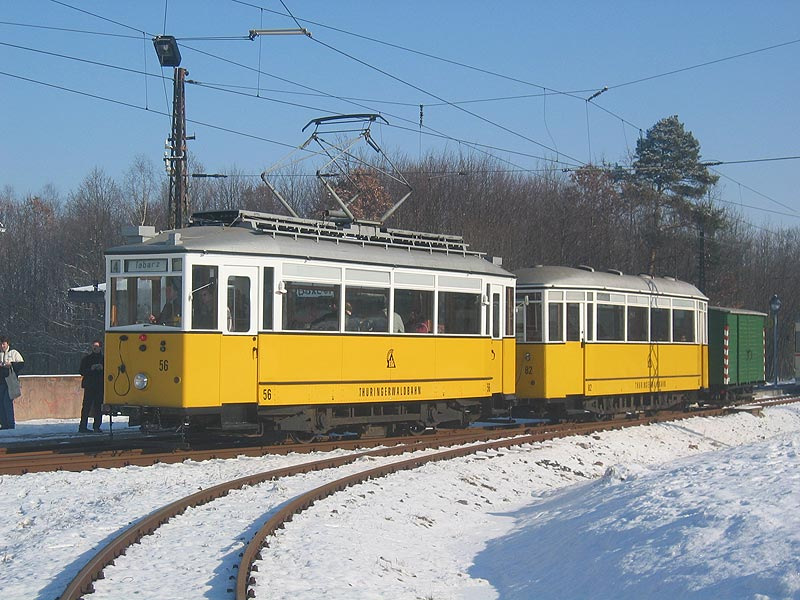
Tranvía tradicional de la Gothaer Waggonfabrik, fabricado en 1929, funcionando en enero de 2006.

## Aviones producidos por Gotha
1. Gotha Taube, fabricación b/lca del Etrich Taube
2. Gotha Go 145, entrenador
3. Gotha Go 146, de transporte, pequeños (bimotor), 1935
4. Gotha Go 147, STOL de reconocimiento (prototipo)
5. Gotha Go 229, caza ala volante
6. Gotha Go 242, planeador de transporte
7. Gotha Go 244, de transporte
8. Gotha Go 345, planeador de asalto
9. Gotha Ka 430, planeador de transporte